# Библиотека Ньюберри
Библиотека Ньюберри (англ. Newberry Library), также известна как Научная библиотека Ньюберри (англ. Newberry Reseach Library) — частная научная библиотека в городе Чикаго (США), специализирующаяся на  гуманитарных и общественных дисциплинах.
Библиотечный фонд включает книги по западной цивилизации от позднего средневековья до наших дней. Здесь имеются собрания рукописей, карт, нот и др. материалов. Библиотека предлагает различные услуги своим читателям, включая предоставление стипендий на исследовательские работы, проведение семинаров, переподготовку преподавателей и др.

## История

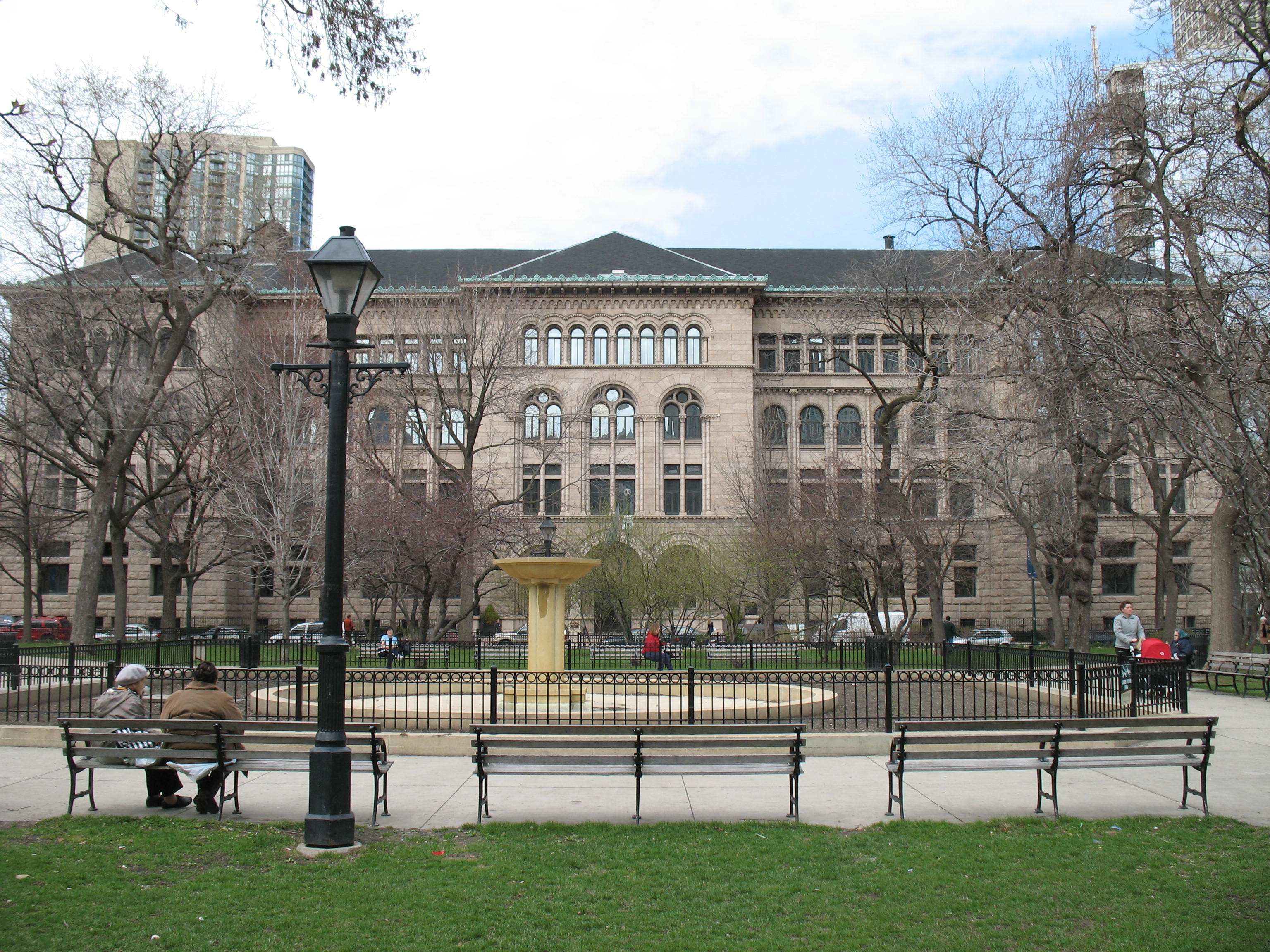
Общий вид библиотеки

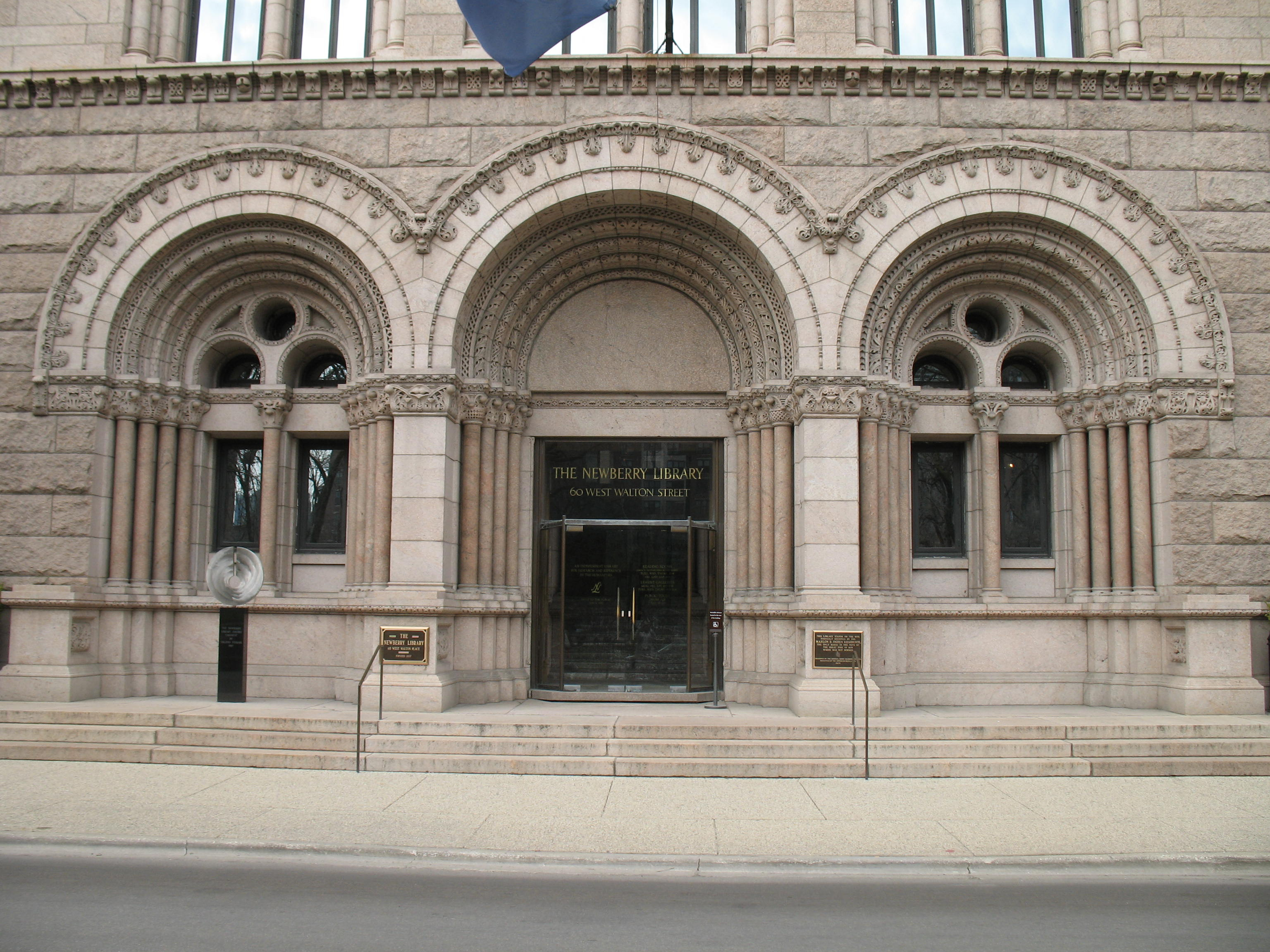
Главный вход библиотеки

Библиотека была основана в 1887 году на средства крупного чикагского предпринимателя Вальтера Лумиса Ньюберри (англ. Walter Loomis Newberry), составившие 2,15 млн долл. Пожертвование было передано вдовой предпринимателя Юлией Батлер Ньюберри (англ. Julia Butler Newberry). Открылась она после их смерти.
С 2005 года президентом библиотеки является Дэвид Спадафора (англ. David Spadafora). Ранее он преподавал историю и возглавлял колледж Lake Forest College. Спадафора имеет докторскую степень по истории, полученную в Йельском университете, и степень бакалавра (Williams College).
В библиотеке Ньюберри ведётся работа над проектом «Атлас исторических границ графств» (англ. Atlas of Historical County Boundaries Project), цель которого — зафиксировать на картах все изменения границ графств (округов) США с начала XVII века до настоящего времени.

## Расположение
Библиотека находится по адресу 60 W. Walton St., Чикаго, США.

## Коллекции
В библиотеке более полутора миллионов книг, пять миллионов страниц рукописей и 500 тыс. карт.

## Библиотека в произведениях литературы
- Библиотека была показана в качестве рабочего места главного героя романа Одри Ниффенеггер «Жена путешественника во времени».
- Библиотека упоминается в книге Линды Ховард «Сокровище души».

## Фото
- Библиотека